# Moura
Moura is een stad en gemeente in het Portugese district Beja.
De gemeente heeft een totale oppervlakte van 959 km² en telde 15.167 in 2010

## Geschiedenis
De stad stond in de Romeinse tijd bekend als Nova Civitas Arrucitana. Tijdens de periode dat de moslims van Al-Andalus hier vanaf de 8ste eeuw heersten was de naam van de stad Al-Manijah. Moura's verovering op de moslims in 1166, door de broers Pedro en Álvaro Rodrigues, namens Alfons I van Portugal, is verstrengeld met de kleurrijke legende van de moslim prinses Salúquia (dochter van de vizier Abu Hassan). Deze legende vertelt dat zij van de toren van het kasteel was gesprongen, nadat zij vernomen had dat haar geliefde kort voor de bruiloft was omgekomen, om niet door de christenen gevangen te worden genomen. Het wapen van de stad houdt deze legende nog steeds levend.
In 1217 en 1232 werd Moura veroverd door Sancho II van Portugal op de moslims. In 1295 kwam het definitief onder de Portugese koning Dionysius van Portugal. 

## Bezienswaardigheden
- Het dorp kent nog steeds een moslim deel, bestaande uit 3 straten, een bron en een steeg in Medina stijl.
- Klein arabisch/islamitisch museum.
- De toren van Salúquia.
- Kasteel (Castelo de Moura).
- Torre de Taipa, een poort in de oude stadsmuur.

## Kernen
Freguesias:
- Amareleja
- Póvoa de São Miguel
- Safara
- Santo Agostinho
- Santo Aleixo da Restauração
- Santo Amador
- São João Baptista
- Sobral da Adiça

Aljustrel · Almodôvar · Alvito · Barrancos · Beja · Castro Verde · Cuba · Ferreira do Alentejo · Mértola · Moura · Odemira · Ourique · Serpa · Vidigueira